# Золтан Варконі
Золтан Варконі (угор. Várkonyi Zoltán; *13 травня 1912, Будапешт — †10 квітня 1979, Будапешт) — угорський режисер і актор, народний артист Угорщини.

## Біографія
Закінчив Театральну академію в Будапешті. Грав на театральній сцені з 1935. У 1962 отримав звання народного артиста і став головним режисером театру «Вігсінхаз». У кіно почав зніматися в 1934. У 1951 з фільму «Західна зона» почалася кар'єра Варконьї як кінорежисера.

## Вибрана фільмографія

### Актор
- 1965 — «Історія моєї дурості» / Butaságom története
- 1965 — «Світло за шторами» / Fény a redőny mögött

### Режисер
- 1951 — «Західна зона»
- 1953 — «День гніву» / A harag napja''
- 1955 — «Особлива прикмета» / Különös ismertetöjel
- 1958 — «Соляний стовп»
- 1963 — «Фото Хабера» / Fotó Háber
- 1965 — «Сини людини з кам'яним серцем»
- 1966 — «Угорський набоб»
- 1966 — «Золтан Карпаті»
- 1967 — «Хлопці з площі»
- 1968 — «Зірки Еґера»

### Нагороди
- Премія імені Кошута — 1953, 1956.
- Зображено на угорській поштовій марці 2012.